# Leatupe
Leatupe (auch: Letaupe) ist ein Ort an der Südostspitze von Upolu in Samoa. Der Ort gehört zum Wahlbezirk (electoral constituency, Faipule District) Lotofaga Electoral Constituency im Distrikt Atua.

## Geographie
Leatupe liegt landeinwärts von Matatufu an der Südküste, zwischen Sapoʻe und Lotofaga am Lauf des Vaisala Stream.

## Klima
Das Klima ist tropisch heiß, wird jedoch von ständig wehenden Winden gemäßigt. Ebenso wie die anderen Orte in Samoa wird Leatupe gelegentlich von Zyklonen heimgesucht.